# 맵시벌상과
맵시벌상과는 고치벌과, 맵시벌과를 통틀은 분류이다. 이들은 모두 숙주에 기생하여 번식하는 기생벌이다.